# Ubaldo Faina
Ubaldo Romeo Faina (Santa Fe, 25 de mayo de 1928 - 6 de junio de 1982) fue un jugador y director técnico del fútbol argentino. Jugó como mediocampista central, en los equipos Newell’s Old Boys y San Lorenzo de Almagro.
Además participó en la Selección Argentina, durante la gira por Europa (Año 1951) donde se jugó por primera vez un partido de fútbol contra las selecciones de Inglaterra  e Irlanda.

## Trayectoria

### Como futbolista

#### Años en Newell's Old Boys

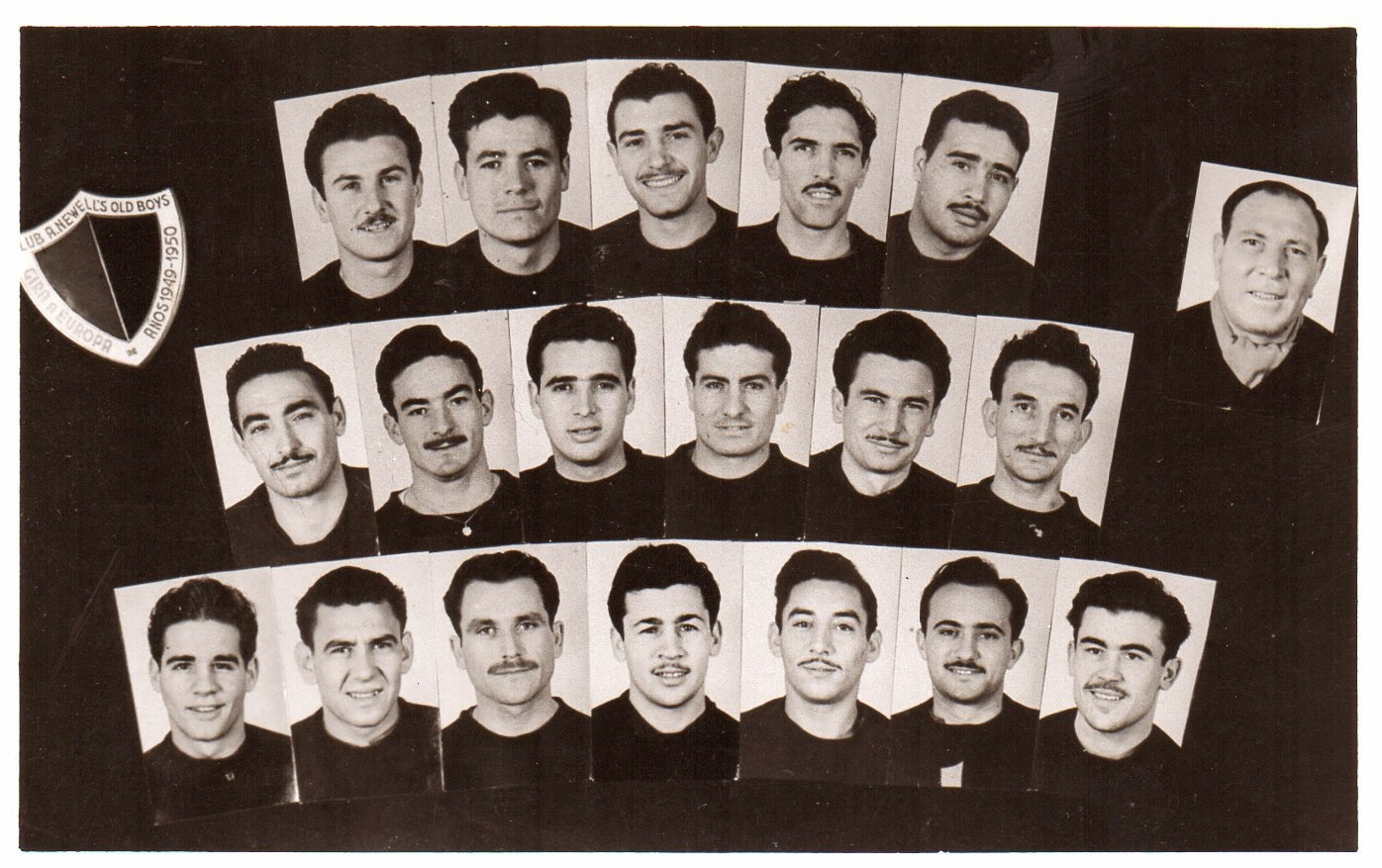
Equipo de Newell´s Old Boys. (Gira por Europa años 1949-50)

Se originó de las inferiores del club Newell’s Old Boys en 1945. Fue Campeón en la cuarta espacial de 1945. Y fue un puntal fundamental en la obtención del Campeonato de la Tercera de 1946. El título obtenido por la Tercera de 1946 fue el primer título para la plaza del interior por los torneos de AFA. Debutó en el "Rojinegro" el 12 de octubre de 1947 en un partido contra Tigre disputado en el Parque Independencia. Ingresó en el once titular en reemplazo de Angel Perucca.
En el año 1949 con Newell's Old Boys se consagró campeón de la Copa Adrián C. Escobar, derrotando en la final a Racing Club de Avellaneda por 4:2 en definición por córnes a favor, luego de empatar 2:2 en el tiempo regular.
Entre los años 1949 y 1950, como jugador de Newell's Old Boys emprende un desafío novedoso para la historia del fútbol de Rosario: embarcarse en una gira que lo llevaría al club a disputar 14 encuentros frente a equipos del Viejo Continente.
El 25 de diciembre disputa el primero de ellos y, con un saldo más que positivo, registra los siguientes resultados:
| Rival               | Resultado |
| ------------------- | --------- |
| Athletic Club       | 3:1       |
| Selección Española  | 4:1       |
| Real Sociedad       | 0:2       |
| Deportivo La Coruña | 1:2       |
| Celta de Vigo       | 2:2       |
| FC Porto            | 3:3       |
| Sporting Covilhã    | 4:0       |
| Benfica             | 5:0       |
| FC Saarbrücken      | 2:2       |
| Sankt Pauli         | 4:1       |
| Hannover            | 4:0       |
| Hertha de Berlín    | 3:2       |
| Rot-Weiss Essen     | 2:0       |
| Amberes             | 3:2       |

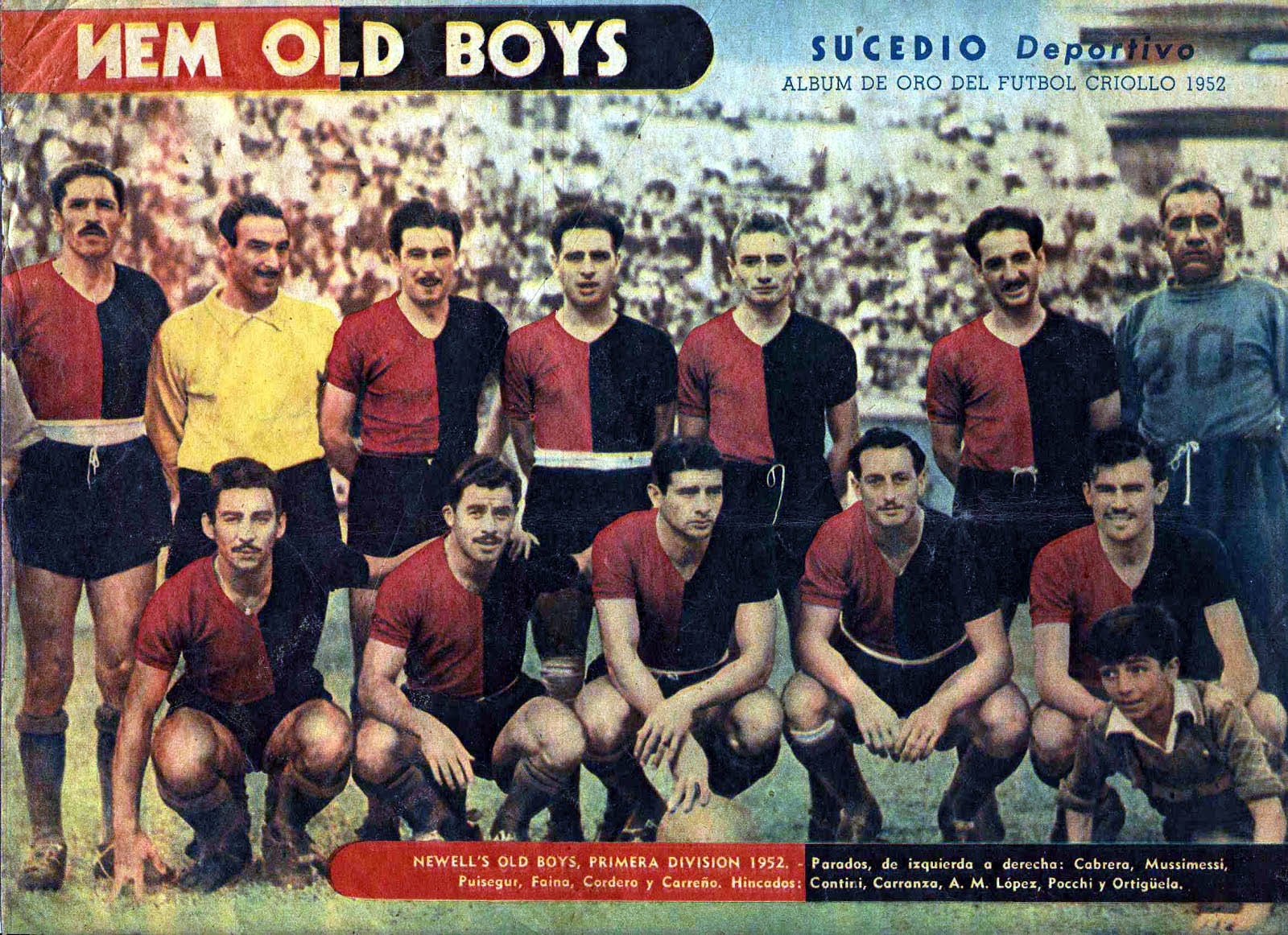
Equipo del Club Atlético Newell’s Old Boys. Año 1952.

En el año 1959 regresa al Club del Parque para culminar su carrera profesional. Ese año disputa 4 partidos, con los que llega a 148 en su paso por la primera de Newell's Old Boys.

#### Jugando en San Lorenzo de Almagro
En marzo de 1953 lo compra el Club Atlético San Lorenzo de Almagro por una suma de $515.000.
Debutó en San Lorenzo el 5 de abril de 1953 en un partido contra Vélez Sarsfield. En total, disputó 62 partidos con la camiseta del club y convirtió 2 goles.

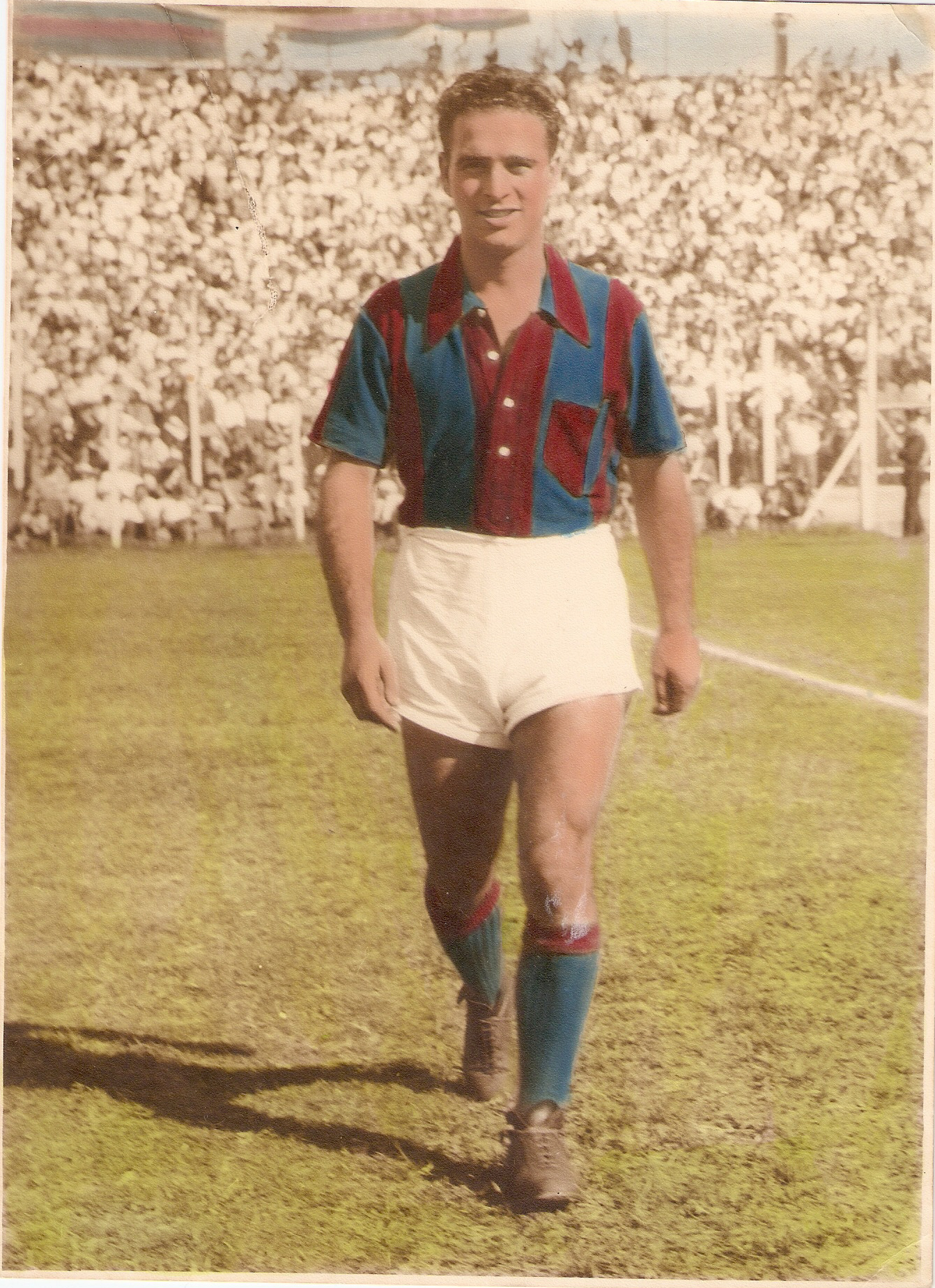
Ubaldo Faina, Club Atlético San Lorenzo de Almagro.

En el mes de diciembre de 1955 participó con el Club Atlético San Lorenzo de Almagro de una importante gira que abarcó los siguientes países: España, Inglaterra, Escocia, Francia e Italia. La misma duro hasta el mes de febrero de 1956.
| Rival                           | Resultado |
| ------------------------------- | --------- |
| Real Club Deportivo Español     | 3:1       |
| Valencia FC                     | 4:2       |
| Real Oviedo                     | 4:1       |
| Deportivo La Coruña             | 3:0       |
| Combinado (Celta y Real Madrid) | 1:2       |
| Real Betis                      | 3:1       |
| Brentford Football Club         | 3:3       |
| Sheffield Football Club         | 0:9       |
| Wolverhampton                   | 1:5       |
| Coventry City                   | 1:1       |
| Southampton                     | 2:1       |
| Rangers Football Club           | 3:4       |
| OGC Niza                        | 5:8       |
| Genoa CFC                       | 1:0       |

## Carrera como Director Técnico
| Club              | País      | Año  |
| ----------------- | --------- | ---- |
| Newell's Old Boys | Argentina | 1967 |

## Selección nacional

### Participaciones internacionales
| \| PJ \| Fecha \| Ciudad \| Oponente \| Resultado \| Competición \| Goles \| \| -- \| ---------- \| ------- \| ---------- \| --------- \| ----------- \| ----- \| \| 1. \| 13-05-1951 \| Dublín \| Irlanda \| 1-0 \| Amistoso \| 0 \| \| 2. \| 09-05-1951 \| Wembley \| Inglaterra \| 1–2 \| Amistoso \| 0 \| |            |         |            |           |             |       |
| PJ | Fecha      | Ciudad  | Oponente   | Resultado | Competición | Goles |
| 1. | 13-05-1951 | Dublín  | Irlanda    | 1-0       | Amistoso    | 0     |
| 2. | 09-05-1951 | Wembley | Inglaterra | 1–2       | Amistoso    | 0     |

## Palmarés

### Con Newells Old Boys
- Copa Adrián Escobar (1): 1949